# Tomáš Dalecký
Tomáš Dalecký (* 2001) ist ein tschechischer Film- und Theaterschauspieler.

## Leben
Der 2001 geborene Tomáš Dalecký ist am Brünner Stadttheater beschäftigt, wo er beispielsweise die Hauptfigur Romeo in einer Produktion von Romeo und Julia besetzte.
In dem romantischen Filmdrama Orangentage von Ivan Pokorný, das im März 2019 im Rahmen der Leipziger Buchmesse seine Premiere feierte und im Mai 2019 in die deutschen Kinos kam, erhielt er die Hauptrolle von Darek. Im Film Smečka von Tomáš Polenský, der im September 2020 beim Kinder- und Jugendfilmfestival in Zlín erstmals gezeigt wurde, ist Dalecký in der Hauptrolle von David zu sehen.

## Filmografie
- 2018: Modrý kód (Fernsehserie, 1 Folge)
- 2019: Orangentage (Uzly a pomeranče)
- seit 2019: Specialisté (Fernsehserie, 9 Folgen)
- 2020: Smečka
- seit 2022: TBH (Fernsehserie)
- 2023: Der Petrusschlüssel (Klíc svatého Petra)